# Футбольна асоціація Центральної Азії
Футбольна асоціація Центральної Азії (ФАЦА) (англ. Central Asian Football Association — CAFA) — підрозділ і асоціація у Азійської футбольної конфедерації (АФК), що контролює футбол в країнах Центральної Азії. Засновано 10 червня 2014 року, офіційно почала функціонувати з 9 січня 2015 року. Об'єднує федерації футболу Афганістану, Ірану, Киргизстану, Таджикистану, Туркменістану та Узбекистану. До середини 2015 року організація мала назву Федерація футболу Центральної Азії (англ. Central Asian Football Federation).

## Історія
У червні 2014 року, Федерація футболу Центральної Азії була офіційно затверджена Азійською футбольною конфедерацією. У майбутньому було обіцяно що ФФЦА буде надана можливість мати представника у виконавчому комітеті АФК. Нова федерація була створена за ініціативи Федерації футболу Ірану, яка була у складі Федерації футболу Західної Азії, де учасниками цієї федерації є арабські країни Близького Сходу, з якими іранська федерація футболу мала різні розбіжності.
З цієї причини в АФК було вирішено про створення нової субфедерації. Цей крок був політичним рішенням президента АФК Салмана бін Ібрагіма Аль-Халіфа. До цього країни Центральної Азії: Киргизстан, Таджикистан, Туркменістан і Узбекистан входили до Федерації футболу Центральної і Південної Азії, де крім них учасниками даної федерації були Бангладеш, Бутан, Індія, Мальдіви, Непал, Пакистан і Шрі-Ланка. Вони заснували нову структуру, що отримала назву Федерація футболу Південної Азії.
У 2015 році президентом Футбольної асоціації Центральної Азії був обраний діючий президент Федерації футболу Узбекистану і Національного олімпійського комітету Узбекистану — Міраброр Усманов. Тоді ж було вирішено що головний офіс і штаб-квартира ФАЦА буде розташовуватися в столиці Узбекистану Ташкенті. В січні 2015 року Федерація футболу Центральної Азії офіційно змінила свою назву на Футбольну асоціацію Центральної Азії.

## Країни-учасниці
| Асоціації    | Рік приєднання | Збірна       |
| ------------ | -------------- | ------------ |
| Афганістан   | 2015           | Афганістан   |
| Іран         | 2015           | Іран         |
| Киргизстан   | 2015           | Киргизстан   |
| Таджикистан  | 2015           | Таджикистан  |
| Туркменістан | 2015           | Туркменістан |
| Узбекистан   | 2015           | Узбекистан   |

## Президенти ФАЦА
| Період    | Президент          |
| --------- | ------------------ |
| 2014-2017 | Міраброр Усманов   |
| 2017-2018 | Хуршед Мірзо (в.о) |
| 2018—н.в  | Умід Ахмаджанов    |

## Представники на чемпіонаті світу
До теперішнього часу з регіону Центральної Азії на чемпіонат світу з футболу пробилася тільки збірна Ірану, яка брала участь у даному турнірі п'ять разів: у 1978, 1998, 2006, 2014 і 2018 роках. У всіх цих участь збірна Ірану не змогла вийти з групового етапу.

## Представники на Кубках Азії
На Кубках Азії з регіону Центральної Азії брали участь чотири збірні: Іран, Туркменістан, Узбекистан та Киргизстан. Більше за всіх на цьому турнірі брала участь збірна Ірану, яка є постійним учасником турніру з 1968 року. Найкращим досягненням збірної Ірану на Кубках Азії є чемпіонство в турнірах 1968, 1972 і 1976 років. На другому місці збірна Узбекистану, яка регулярно бере участь на Кубку Азії з турніру 1996 року; всього 6 участей. Кращим досягненням збірної Узбекистану на Кубку Азії є четверте місце в турнірі 2011 року. Збірна Туркменістану вперше брала участь на Кубку Азії в турнірі 2004 року, де не міг вийти з групи, а потім зіграв на чемпіонаті 2019 року. На ньому ж уперше на континентальній першості зіграла і збірна Киргизстану.

## Цікаві факти
- Не вся територія Ірану входить в географічний регіон Центральна Азія, а лише північно-східна частина. Інша частина Ірану входить у географічний регіон Близький Схід або Передня Азія. Іноді територію Ірану географічно також включають в Західну Азію.
- Тільки північна частина Афганістану входить в географічний регіон під назвою Центральна Азія. Решту включають в Передню Азію або Південну Азію. За версією ЮНЕСКО, територія Афганістану повністю входить в Центральну Азію.
- Хоча Казахстан входить в Центральну Азію, його футбольна федерація входить в УЄФА (Європа).
- Також почасти до Центральної Азії входять такі країни, але з різних причин є членами інших субфедерацій АФК або інших континентальних футбольних об'єднань. Це: Росія (південна частина Поволжя, Уралу та Сибіру), Китай (західна частина), Монголія (крім східної частини), Пакистан (північна частина), Індія (північно-західна частина).